# Kecamatan Banda Sakti
Kecamatan Banda Sakti (indonesiska: Banda Sakti) är ett distrikt i Indonesien.   Det ligger i provinsen Aceh, i den västra delen av landet, 1 700 km nordväst om huvudstaden Jakarta.